# 方絢 (宋朝)
方絢（?—?），字君素，北宋永定（今福建永定）人。
祖方峻，天聖進士。父方子容，守惠州時，與蘇軾友善。方絢篤學力行，好古文，晚年隱居西山草堂，世稱濯錦先生。著有《濯錦詩賦》十卷、《濯錦集》三十卷。